# تی‌ایچی اوکانو
تی‌ایچی اوکانو (ژاپنی: 岡野貞一؛ ۱۶ فوریهٔ ۱۸۷۸ – ۲۹ دسامبر ۱۹۴۱) آهنگساز اهل ژاپن بود.